# Porcellio vesiculosus
Porcellio vesiculosus är en kräftdjursart som beskrevs av Alessandro Brian 1930. Porcellio vesiculosus ingår i släktet Porcellio och familjen Porcellionidae. Inga underarter finns listade i Catalogue of Life.